# Eugenia abbreviata
Eugenia abbreviata är en myrtenväxtart som beskrevs av Ignatz Urban. Eugenia abbreviata ingår i släktet Eugenia och familjen myrtenväxter. IUCN kategoriserar arten globalt som starkt hotad.
Artens utbredningsområde är Jamaica. Inga underarter finns listade i Catalogue of Life.